# Batalla del Jura
La batalla del Jura, también conocida como la acción del Jura o acción del río Jura fue un enfrentamiento bélico de la Guerra de Santo Domingo o Restauración que tuvo lugar el 1 de octubre de 1863 durante el reinado de Isabel II de España en el que se enfrentó el ejército real español comandado por el Gobernador Político-Militar de Compostela de Azua, el General de las Reservas Provinciales de Santo Domingo, Eusebio Puello y Castro, contra las tropas del ejército Libertador Dominicano al mando del General José Durán.
A pesar de que los españoles consiguieron la victoria, el Gobernador Superior Civil y Capitán General de la Provincia de Santo Domingo, el Teniente General José Felipe Rivero y Lemoine, dispuso que Compostela de Azua fuera evacuada debido a la sublevación de San Cristóbal, esto causaba que la ciudad quedara incomunicada con la Ciudad de Santo Domingo y la dejaba a rodeada por los independentistas.   

## El Combate

### La Batalla
El 1 de octubre de 1863 atacaban y marchaban sobre Compostela de Azua más de 1000 insurrectos con 2 piezas de artillería pero el General Eusebio Puello les salió al encuentro y hallándolos al otro lado del río Jura, legua y media de aquel punto, aunque con menos fuerzas (en parte con soldados que envió desde San Felipe de Puerto Plata el Teniente General José de la Gándara y Navarro), consiguió rechazar las tropas del General Durán, logró apoderarse de las 2 piezas de artillería que custodiaba Manuel Chanlatte, de todas las municiones y de varios prisioneros.

## Consecuencias

### La reconcentración

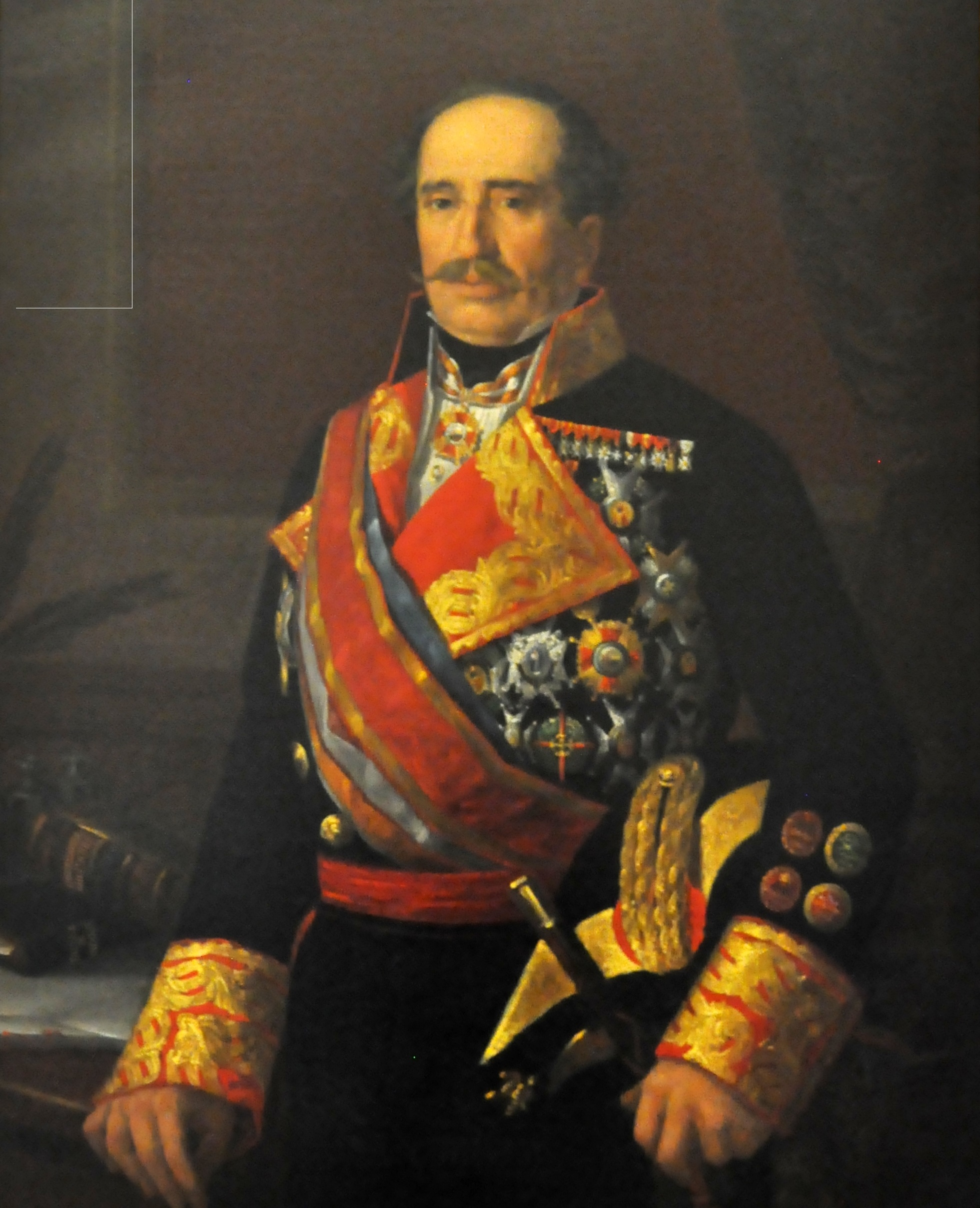
Teniente General don José Felipe Rivero y Lemoine, Gobernador Superior Civil y Capitán General de la Provincia de Santo Domingo.

El 6 de octubre los revolucionarios tomaron Baní y el 7 de octubre se sublevaría San Cristóbal, causando que Compostela de Azua quedara incomunicada con la Ciudad de Santo Domingo. Debido a esto el Teniente General Felipe Rivero y Lemoine, le ordenaría al General Puello evacuar Compostela de Azua, sumándose también la noticia de que había una conspiración independentista en la Ciudad de Santo Domingo. Al igual que el General Puello fueron convocados a la Ciudad de Santo Domingo el Teniente General José de la Gándara y el marqués de Las Carreras, el Teniente General Pedro Santana Familias.

### Evacuación y toma de Compostela de Azua
El 9 de octubre de 1863 se retiraron de Compostela de Azua las tropas españolas y las familias fieles a España en 3 buques a la Ciudad de Santo Domingo. Aquel mismo día el General Pedro Florentino tomaría la ciudad.
La acción del Teniente General Rivero de evacuar la ciudad evito que el General Florentino acabara con las tropas españolas y el Teniente General De la Gándara diría en su libro Anexión y Guerra de Santo Domingo que:

“Si se dejaba á Puello en Azua, la revolución, literalmente se lo tragaba: agotados en poco tiempo sus víveres y municiones, el enemigo, comparable á un fluido tan rápido en condenarse como en disolverse, iria engrosándose y cargando a medida que el apuro crecería; y el resultado siempre seria tardar mas ó menos en abrirse con gloria su propio sepulcro.”
José de la Gándara

### La condecoración de Puello
El General Puello por su actuación en la batalla se le promovió al rango de Mariscal de Campo de los reales ejércitos y el Teniente General Rivero lo condecoraría con la Gran Cruz de la Orden de Isabel la Católica por sus méritos en el río Jura y sus operaciones en Baní.